# Васильева, Ирина Игоревна

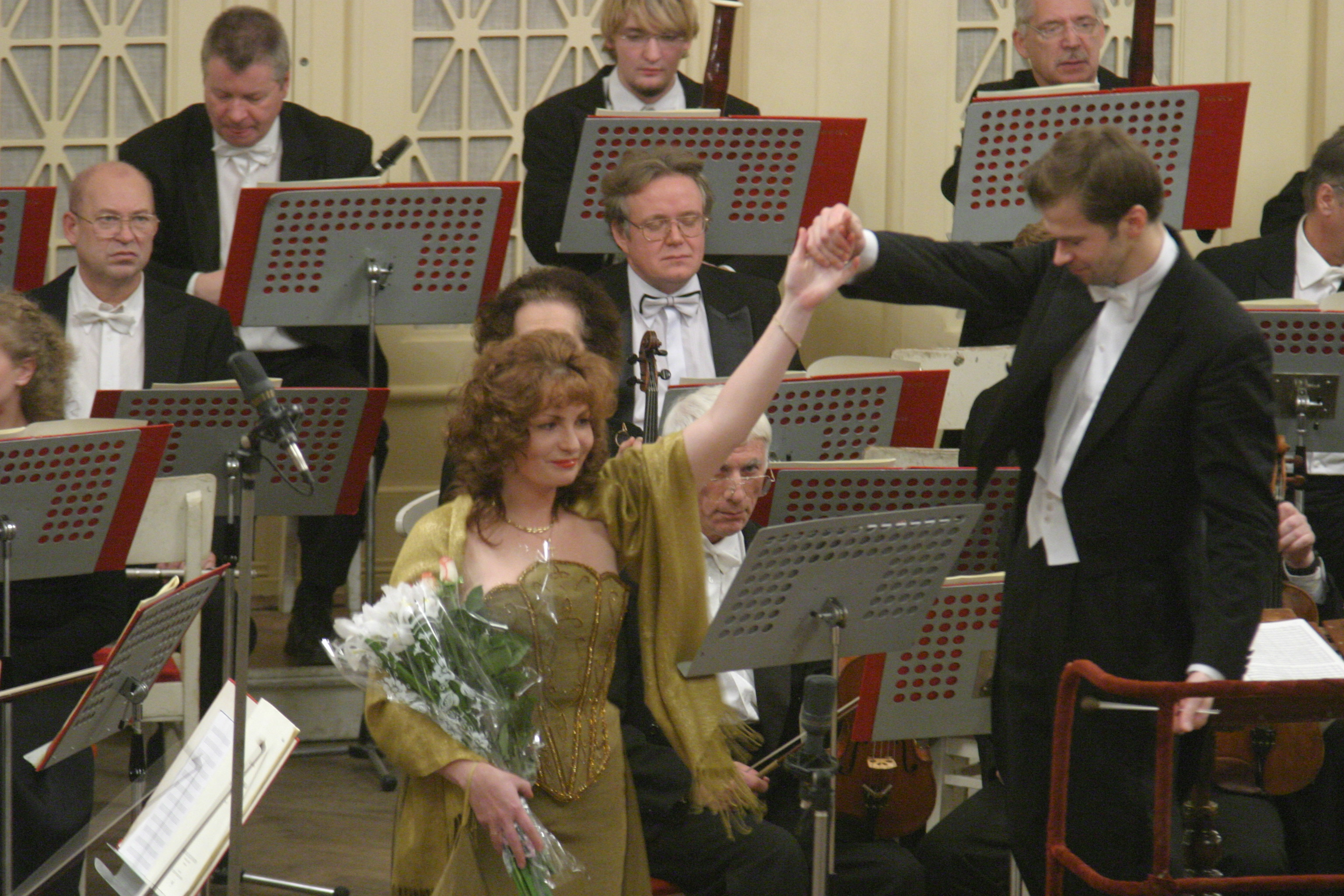
Ирина Васильева на сцене Большого зала Сант-Петербургской филармонии

Ирина Васильева (родилась в 1970 в г. Душанбе) — российская оперная певица, лауреат международных конкурсов, солистка Мариинского театра. Участвует не только в спектаклях театра, но и активно концертирует как в России, так и за рубежом.

## Биография
Ирина Васильева получила превосходное музыкальное образование. В 1988 г. окончила школу-десятилетку в г. Душанбе по специальности фортепиано. В этом же году поступает в Санкт-Петербургскую консерваторию, которую оканчивает с отличием 1993 г. по классу композиции проф. С. М. Слонимского. Через год поступает в Санкт-Петербургскую консерваторию как вокалистка в класс доц. В. В. Максимовой и закончила ее у засл. арт. РФ Е. К. Перласовой (Веркович) в 1999 г. После окончания консерватории поступает в Академию молодых певцов Мариинского театра. С 2005 года — солистка оперы Мариинского театра.

## Награды и премии
- Дипломант I международного конкурса Елены Образцовой в Санкт-Петербурге (1999)
- Лауреат международного конкурса в Вероне на исполнение ролей в «Пиковой даме» (Верона, Италия, 1999)
- Специальный диплом и приз за лучшее исполнение произведения композитора XX века на IV Международном конкурсе молодых оперных певцов им. Н. А. Римского-Корсакова (СПб, 2000)
- Первая премия на V международном конкурсе русского романса им. Изабеллы Юрьевой (Таллинн, Эстония, 2004)

## Роли в театре
- Вельгунда в премьере оперы Вагнера «Золото Рейна» (2000)
- Параша в опере И.Стравинского «Мавра» (Los Angeles Philarmonic Hall, 2000)
- Партия сопрано в «Реквиеме» Дж. Верди. (2001)
- Мюзетта в опере Дж. Пуччини «Богема» (2001)
- Коринна в опере Дж. Россини «Путешествие в Реймс» (2001)
- Партия сопрано в 9-й симфонии Бетховена. (2002)
- Партия сопрано в «Мессии» Г. Ф. Генделя. (2003)
- Русалка в опере А.Дворжака «Русалка» (Москва, 2005)
- Партия сопрано в 8-й симфонии Г.Малера (2005)
- Партия сопрано в Реквиеме В. А. Моцарта (2005)
- Гувернантка в премьере оперы Б.Бриттена «Поворот винта» (2006)
- Алиса Форд в опере Дж. Верди «Фальстаф» на 5-м Пасхальном фестивале (2006)
- Жрица в опере Дж. Верди «Аида» (2006)
- Енуфа в опере Л.Яначека «Енуфа» (2008)
- Парася в опере М.Мусоргского «Сорочинская ярмарка» (2008)
- Партия Поварихи в опере Н. А. Римского-Корсакова «Сказка о царе Салтане» (2008)
- Хризотемис в опере Р. Штрауса «Электра»[2] (2008)
- Партия сопрано в «Реквиеме» Дж. Верди (2008)
- Императрица в опере Р. Штрауса «Женщина без тени»[3] (2009)
- Ярославна в опере А.Бородина «Князь Игорь» (2012)
- Эмилия Марти в опере Л.Яначека «Средство Макропулоса» (2016)

## Концертная деятельность
Ирина Васильева активн участвует в концертной деятельности Санкт-Петербурга и России. Выступает и за рубежом. Сотрудничает с такими дирижерами, как Валерий Гергиев, Александр Канторов, Евгений Бушков, Юрий Башмет, Гэри Бертини, Кристофер Валандер, Даниэль Рустиони, Эса-Пекка Салонен, Гинтас Глинка, Юрий Башмет, Кристфер Валандер.
Гастролировала в США, Финляндии, Японии, Германии, Англии, выступала в театре Шатле (Париж), New Israeli Opera (Тель-Авив), Эстонии, а также в лондонском Барбикан-холле. В сентябре 2000 года вместе с Пласидо Доминго исполнила II акт оперы Вагнера «Парсифаль» на концерте в Дороти-павильоне (Лос-Анджелес), а в 2006 году выступила с сольной программой в Glenn Gould Studio (Торонто).
В ее камерном репертуаре такие произведения как
- Старинные итальянские арии
- Арии из кантат И. С. Баха
- Р.Штраус, Цикл «Четыре последние песни»
- Вокальная музыка западных романтиков (Вольф, Шуман, Шуберт, Берг, Григ)
- Романсы и песни П. И. Чайковского
- Романсы С. В. Рахманинова
- Русские романсы композиторов XIX—XX веков
- Современная вокальная музыка

## Режиссерская деятельность
Ирина Васильева попробовала себя и в роли музыкального режиссера. Она поставила оперу Дж. Ристори «Ариадна». Премьера состоялась в Крепости Бип и Академической капелле. В настоящее время спектакль «Ариадна» в постоянном репертуаре Царицинской оперы и в камерном театре г. Череповца.

## Отзывы прессы

### Большой Новосибирск
пресс-служба Новосибирской филармонии, Русский академический оркестр исполнит «Музыку с берегов Невы». 21.12.2006
 … Природный талант, помноженный на профессиональное мастерство, целеустремленность и трудолюбие стали залогом невероятно успешной карьеры молодой исполнительницы … однако творческие интересы Ирины Васильевой не ограничиваются оперной сценой, она — замечательная исполнительница камерной музыки.

### Газета «Ведомости»[9]
Петр Поспелов, Умеем и так. 12.12.2006
Примой безупречного ансамбля из высоких голосов была Ирина Васильева (Гувернантка), а ответственная актерская работа малолетнего Николая Ирви (Майлз) стала причиной слез в партере, взволнованном ходом битвы неясных сил за детскую душу…

### Радио «Маяк»
Роман Берченко, Последние премьеры Мариинки показали в Москве. 11.12.2006
 … В этой подчеркнуто интимной, камерной опере нет проходных персонажей … Но даже на этом фоне выделяются удостоившиеся наибольших оваций исполнитель роли Майлза Николай Ирви и играющая гувернантку Ирина Васильева, выдвинутая на премию «Золотая маска» в номинации «Лучшая женская роль в опере».

## Педагогическая и экспертная деятельность
С 2016 года Ирина Васильева занимается с молодыми вокалистами, среди ее учеников много лауреатов международных конкурсов. Среди ее учеников
- Марина Макарова
- Дария Гаврилова
- Светлана Рыжова
- Мария Аплечеева

Ирина Васильева является постоянным членом жюри многих вокальных конкурсов, в том числе конкурса «Академия» и «Царскосельский».